# Сумська Ольга В'ячеславівна
О́льга В'ячесла́вівна Сумська́ (нар. 22 серпня 1966, Львів) — українська акторка й телеведуча. Заслужена артистка України (22.10.1997), Народна артистка України (16.01.2009). Лауреатка Національної премії України імені Тараса Шевченка (1996). Нагороджена Орденом княгині Ольги ІІІ ступеня (2021).

## Біографія
Народилась у відомій акторській родині Сумських. Стала другою дитиною в родині, старша сестра — Наталія Сумська (нар. 22 квітня 1956), Народна артистка України, акторка та телеведуча, провідна акторка Драматичного театру імені Івана Франка. Батьки — актори Національного драматичного театру імені Івана Франка — народний артист України В'ячеслав Гнатович Сумський (1934—2007) та заслужена артистка УРСР Ганна Іванівна Опанасенко-Сумська (1933—2022).
Відвідувала школу № 8, дитинство пройшло на Вусинях, що в Угринові. З 1973 по 1982 рік Ольга Сумська навчалася у запорізькій школі № 1. А потім з батьками переїхала до Полтави, де й закінчила школу. Паралельно з навчанням у середній школі здобула музичну освіту.
Вперше на сцену вийшла в 5 років у виставі «Дженні Герхардт» в Запорізькому українському драматичному театрі ім. М. Щорса.
У 1987 році закінчила акторський факультет Київського інституту театрального мистецтва імені Івана Карпенка-Карого (майстерня Н. Н. Рушковського).
З 1988 по 2005 рік працювала акторкою в київському Театрі російської драми імені Лесі Українки.

## Кінокар'єра
Зніматися в кіно почала в студентські роки. Перша кінороль — «Вечори на хуторі поблизу Диканьки» (1983). Велику популярність Ользі Сумській принесла її роль Роксолани в серіалі «Роксолана».
З 1997 по 2008 рік була ведучою програми «Імперія кіно» на телеканалі «1+1».
У 2009 році була ведучою на телеканалі «Інтер» (програми «Ранок з „Інтером“» і «Місце зустрічі»).
У 2006 році була учасницею першого сезону проєкту «Танці з зірками» на телеканалі «1+1».
З 2013 року по теперішній час є експерткою програми «Битва екстрасенсів» на телеканалі СТБ.
Крім популярного серіалу «Роксолана», Сумська знімалася в картинах «Голос трави», «Пастка», «Записки кирпатого Мефістофеля», «Кілька любовних історій», «Останній москаль», «Тигролови» та ін.
Озвучувала українською Малефісенту у фільмі «Чаклунка».

## Фільмографія
- 1983 — Вечори на хуторі поблизу Диканьки — Муза, сотниківна, Панночка
- 1985 — За покликом серця
- 1986 — І в звуках пам'ять відгукнеться…
- 1988 — Назар Стодоля (фільм-спектакль) — Галя
- 1988 — Театральний сезон
- 1991 — Карпатське золото — Оксана
- 1991 — Народний Малахій
- 1992 — Ну ти й відьма...
- 1992 — Голос трави — Ляля
- 1992 — Київські прохачі
- 1992 — Помилка професора Буггенсберга — маркіза де Сад
- 1992 — Чотири листи фанери — журналістка Софія
- 1993 — Пастка (телесеріал) — Регіна Стальська
- 1994 — Записки кирпатого Мефістофеля
- 1994 — Кілька любовних історій — Беатріче
- 1994 — Тигролови — Наталка
- 1995 — Партитура на могильному камені
- 1997 — Принцеса на бобах — Лара
- 1997 — Роксолана (український телесеріал) — Роксолана
- 2001 — «Я — лялька» (Я — лялька[ru]) — Снайпер Герда
- 2001 — Вечори на хуторі біля Диканьки
- 2002 — Нероби (телесеріал) — Ліза Арсеньєва
- 2002 — Жіноча логіка — чергова в готелі
- 2002 — Попелюшка — княгиня
- 2004 — За двома зайцями — Галя
- 2004 — Казанова мимоволі
- 2004 — Плакальники або Новорічний детектив
- 2005 — Право на любов — Оксана
- 2006 — Богдан-Зиновій Хмельницький
- 2006 — Зоряні канікули — мама
- 2006 — Дивне Різдво — Лілія
- 2006 — Таємниця «Святого Патрика» — Наталя Карякіна
- 2006 — «Таємниця Маестро» (режисер М. Федюк) — княжна Тараканова
- 2006 — Театр приречених — акторка Ірина Хмельницька
- 2006 — Утьосов. Пісня довжиною у життя (телесеріал) — Немировська
- 2007 — Бес Пор No — мачуха
- 2007 — Тримай мене міцніше — Ольга Дніпрова
- 2007 — Дні надії — Марго
- 2008 — Абонент тимчасово недоступний — Серафима Зуєва
- 2008 — Ділки — Елен Гарднер
- 2008 — Куплю друга — Ліля
- 2008 — Казка про чоловіка та жінку
- 2008 — Хочу дитину — сусідка Валерії
- 2009 — Повернення блудного батька
- 2009 — Повернення мушкетерів, або Скарби кардинала Мазаріні — Бланш
- 2009 — Територія краси — Христина Іванівська
- 2010 — Віра. Надія. Любов (телесеріал) — Аріна
- 2010 — Єфросинія — Ірина Володимирівна
- 2010 — Непрухи — Галина Непруха
- 2011 — Нічна зміна — Любов Волкова
- 2012 — «Снігова Королева» — дублює Снігову Королеву / відображення Снігової Королеви
- 2012 — Остання роль Ріти
- 2013 — Іван Сила — Аделія
- 2013 — Тіні незабутих предків — мати Вані
- 2013 — 1+1 удома (новорічний мюзикл) — дружина мера
- 2015 — Гречанка (рос.) — Софія Миколаївна
- 2016 — Останній Москаль — Ганна
- 2016 — «Найкращий» тиждень мого життя
- 2016 — Анна-детективъ — Софья Николаевна Елагина
- 2016 — Мереживо долі — тітка Вероніка
- 2018 — Копи на роботі
- 2018 — Я, ти, він, вона
- 2018 — Дві матері
- 2019 — Кріпосна
- 2019 — З мене досить
- 2019 — Повернення
- 2021 — Кохання без вагання — Тамара Альбертівна
- 2024 — Хазяїн 2. На своїй землі — продавчиня у сільському магазині
- 2024 — Збори ОСББ — Ірина
- 2025 — Песики — мама Яни

## Дублювання українською
| Рік       | Українська назва                 | Оригінальна назва                               | Роль                                | Акторка оригіналу            |
| --------- | -------------------------------- | ----------------------------------------------- | ----------------------------------- | ---------------------------- |
| 2006      | Тачки                            | англ. Cars                                      | Саллі Каррера                       | Бонні Гант                   |
| 2008-2010 | Заборонене кохання               | тур. Aşk-ı Memnu                                | Фірдевс Йореоглу                    | Небахат Чехре                |
| 2011-2013 | Величне століття: Роксолана      | тур. Muhteşem Yüzyıl                            | Айше Хафса Султан                   | Небахат Чехре                |
| 2011      | Тачки 2                          | англ. Cars 2                                    | Саллі Каррера                       | Бонні Гант                   |
| 2012      | Відважна                         | англ. Brave                                     | Королева Елінор                     | Емма Томпсон                 |
| 2012      | Хоббіт: Несподівана подорож      | англ. The Hobbit: An Unexpected Journey         | Ґаладріель                          | Кейт Бланшетт                |
| 2012      | Снігова Королева                 | рос. Снежная Королева                           | Снігова Королева, Дзеркало Королеви | Галина Тюніна, Ольга Зубкова |
| 2013      | Хоббіт: Пустка Смога             | англ. The Hobbit: The Desolation of Smaug       | Ґаладріель                          | Кейт Бланшетт                |
| 2014      | Чаклунка                         | англ. Maleficent                                | Малефісента                         | Анджеліна Джолі              |
| 2014      | Хоббіт: Битва п'яти воїнств      | англ. The Hobbit: The Battle of the Five Armies | Ґаладріель                          | Кейт Бланшетт                |
| 2016-2018 | Наші пані у Варшаві              | пол. Dziewczyny ze Lwowa                        | Світлана                            | Анна-Марія Бучек             |
| 2017      | Тачки 3                          | англ. Cars 3                                    | Саллі Каррера                       | Бонні Гант                   |
| 2018      | Величне століття: Нова володарка | тур. Muhteşem Yüzyıl Kösem                      | Сафіє Султан                        | Гюлья Авшар                  |
| 2019      | Чаклунка: Повелителька темряви   | англ. Maleficent: Mistress of Evil              | Малефісента                         | Анджеліна Джолі              |
| 2022      | Крила кохання                    | тур. Sefirin Kızı                               | Халісе Ефеоглу                      | Ґонджа Джіласун              |

## Театральні роботи

### Національний академічний театр російської драми
- 1988 — «Криваве весілля», за п'єсою Ф. Г. Лорки
- 1989 — «Самогубець», за п'єсою М. Ердмана
- 1992 — «Дама без камелій», за п'єсою Т. Реттігана; реж. Роман Віктюк — Мона
- 1992 — «Запрошення в замок», Ж. Ануя, реж. Владислав Пазі — Ізабелла
- 1993 — «Молоді роки короля Людовіка XIV»; реж. Михайло Резнікович — Мадемуазель де Ля Мотт
- 1995 — «Скажені гроші», О. Островського; реж. Леонід Остропольський — Лідія Юріївна
- 1997 — «Крокодил» за Ф. Достоєвським — Олена
- 2000 — «Ревізор», М. Гоголя; реж. Алла Рубіна
- 2003 — «Неймовірний бал»; автор і постановник Алла Рубіна
- 2003 — «Сон літньої ночі», за п'єсою В. Шекспіра; реж. Дмитро Богомазов

### Київський театр оперети
- 2015 — «Боїнг-Боїнг», за п'єсою М. Камолетті; реж. Євген Паперний

### Сучасний театр
- 2003 — «Майстер і Маргарита», за романом М. Булгакова; реж. Валерій Белякович — Маргарита
- 2016 — «Анна Кареніна», за романом Л. Толстого; реж. Борис Чернявський — Графиня Вронська
- 2019 — «Декамерон, або секс під час чуми», Дж. Бокаччо; реж. Валентин Варецький
- 2022 — «Любов і голуби»; реж. Дмитро Рачковський — Раїса Захарівна

### Різні театри
- 2016 — «Сублімація любові», за п'єсою Альдо де Бенедетті; реж. Володимир Астахов — Паола
- 2018 — «Серенада сонячної долини», Г. Міллер; реж. Семен Горов — Вів'єн Доун (Жовтневий палац)

## Громадська діяльність
- Членкиня політичної партії «Європейська столиця»[джерело?].
- 2006 р. балотувалася в депутати Київради (третім номером у списку блоку «Київ — Європейська столиця») і на посаду мера Києва (самовисуванцем).
- Волонтерка, постійно бере участь у благодійних виставах і концертах. Активно збирає кошти на допомогу тваринам.[15][16].

## Родина
- Євген Паперний — колишній чоловік (у шлюбі з 1989 по 1991 рік)
  - Донька Антоніна Паперна (нар. 1 червня 1990)[17] — російська акторка, одружена з актором Володимиром Ягличем[18]
- Віталій Борисюк — у шлюбі з 1996 року
  - донька Ганна (нар. 2 березня 2002).

| Нагороди й номінації | Нагороди й номінації                 | Нагороди й номінації                                             | Нагороди й номінації | Нагороди й номінації |
| Рік                  | Премія                               | Номінація                                                        | Робота               | Результат            |
| -------------------- | ------------------------------------ | ---------------------------------------------------------------- | -------------------- | -------------------- |
| 1994                 | Кінофестиваль «Созвездие»            | Найкраще виконання жіночої ролі                                  | «Голос трави»        | Перемога             |
| 1998                 | «Київська пектораль»                 | Найкраще виконання жіночої ролі другого плану                    | «Крокодил»           | Номінація            |
| 1999                 | «Жінка року» (журнал «Единственная») | Жінка року — 1999                                                |                      | Перемога             |
| 2006                 | «Best Ukrainian Awards»              | Найкраща акторка                                                 |                      | Перемога             |
| 2009                 | «Телетріумф»                         | Акторка телевізійного фільму / серіалу (виконавиця жіночої ролі) | «Територія краси»    | Номінація            |
| 2010                 | «Viva! Найкрасивіші»                 | Найкрасивіша жінка України                                       |                      | Номінація            |
| 2013                 | «Viva! Найкрасивіші»                 | Найкрасивіша жінка України                                       |                      | Номінація            |
| 2013                 | «Телетріумф»                         | Акторка телевізійного фільму / серіалу (виконавиця жіночої ролі) | «Остання роль Рити»  | Номінація            |
| 2015                 | «Жінка ІІІ тисячоліття»              | Рейтинг                                                          |                      | Перемога             |
| 2017                 | «Жінка України»                      | Культура                                                         |                      | Номінація            |
| 2017                 | «Viva! Найкрасивіші»                 | Найкрасивіша жінка України                                       |                      | Номінація            |
| 2018                 | «Viva! Найкрасивіші»                 | Найкрасивіша жінка України                                       |                      | Номінація            |
| 2019                 | «Ніч химер»                          | Відвертість року                                                 |                      | Перемога             |
| 2020                 | «Celebrity Awards»                   | Акторка року                                                     |                      | Перемога             |

## Державні нагороди
- Лауреатка Національної премії України імені Тараса Шевченка (1996)